# Championnats d'Europe de badminton par équipes 2024
Navigation
Liévin 2018 2026
L'édition 2024 des Championnats d'Europe de badminton par équipes se tient à Łódź en Pologne du 14 février 2024 au 18 février 2024.
Pour la première fois, cette compétition se joue avec uniquement les 8 meilleures équipes masculines et féminines après une phase de qualification organisée dans 6 pays différentes. La Pologne en tant qu'hôte et le Danemark en tant que champion en titre dans les deux catégories sont automatiquement qualifiés.

## Médaillés
| Épreuve           | Or       | Argent  | Bronze               |
| ----------------- | -------- | ------- | -------------------- |
| Épreuve masculine | Danemark | France  | Angleterre Allemagne |
| Épreuve féminine  | Danemark | Espagne | France Écosse        |

## Compétition masculine

### Équipes participantes et groupes
26 équipes se sont affrontées pour 6 places en jeu.
| Groupe | Lieu                                      | Qualifiés  | Non qualifiés               |
| ------ | ----------------------------------------- | ---------- | --------------------------- |
| 1      | Aire-sur-la-Lys Complexe Sportif Régional | France     | Italie Bulgarie Slovénie    |
| 2      | Bad Camberg Kreissporthalle               | Allemagne  | Finlande Estonie Malte      |
| 3      | Milton Keynes National Badminton Centre   | Angleterre | Suède Suisse Islande        |
| 4      | Arnhem National Sports Centre Papendal    | Pays-Bas   | Espagne Hongrie Lettonie    |
| 5      | Milton Keynes National Badminton Centre   | Ukraine    | Écosse Slovaquie            |
| 5      | Milton Keynes National Badminton Centre   | Ukraine    | Belgique Israël Groenland   |
| 6      | Prague BB Arena Štěrboholy                | Tchéquie   | Autriche Portugal           |
| 6      | Prague BB Arena Štěrboholy                | Tchéquie   | Azerbaïdjan Irlande Norvège |

8 équipes participent à la compétition masculine et sont réparties en deux groupes de quatre, après tirage au sort.
| Groupe A                            | Groupe B                           |
| ----------------------------------- | ---------------------------------- |
| Danemark Allemagne Tchéquie Pologne | France Pays-Bas Angleterre Ukraine |

### Phase de groupe
Pour chaque groupe, les deux premières équipes sont qualifiées pour les demi-finales.
| Classement du groupe A |           |        |   |   |   |    |    |      |
|                        | Équipe    | Points | J | G | P | MP | MC | Diff |
| 1                      | Danemark  | 3      | 3 | 3 | 0 | 15 | 0  | +15  |
| 2                      | Allemagne | 2      | 3 | 2 | 1 | 8  | 7  | +1   |
| 3                      | Pologne   | 1      | 3 | 1 | 2 | 4  | 11 | -7   |
| 4                      | Tchéquie  | 0      | 3 | 0 | 3 | 3  | 12 | -9   |

| 14 février | Danemark | 5 | 0 | Allemagne |
| 14 février | Pologne  | 3 | 2 | Tchéquie  |
| 15 février | Danemark | 5 | 0 | Tchéquie  |
| 15 février | Pologne  | 1 | 4 | Allemagne |
| 16 février | Danemark | 5 | 0 | Pologne   |
| 16 février | Tchéquie | 1 | 4 | Allemagne |

| Classement du groupe B |            |        |   |   |   |    |    |      |
|                        | Équipe     | Points | J | G | P | MP | MC | Diff |
| 1                      | France     | 3      | 3 | 3 | 0 | 13 | 2  | +11  |
| 2                      | Angleterre | 2      | 3 | 2 | 1 | 9  | 6  | +3   |
| 3                      | Pays-Bas   | 1      | 3 | 1 | 2 | 8  | 7  | +1   |
| 4                      | Ukraine    | 0      | 3 | 0 | 3 | 0  | 15 | -15  |

| 14 février | France   | 4 | 1 | Angleterre |
| 14 février | Ukraine  | 0 | 5 | Pays-Bas   |
| 15 février | France   | 5 | 0 | Pays-Bas   |
| 15 février | Ukraine  | 1 | 4 | Angleterre |
| 16 février | Pays-Bas | 2 | 3 | Angleterre |
| 16 février | France   | 5 | 0 | Ukraine    |

### Phase à élimination directe

#### Tableau
|  | Demi-finales | Demi-finales |          |   | Finale     | Finale     |
|  | Demi-finales | Demi-finales |          |   | Finale     | Finale     |
|  |              |              |          |   |            |            |
|  | 17 février   | 17 février   |          |   | 18 février | 18 février |
|  | 17 février   | 17 février   |          |   | 18 février | 18 février |
|  | Danemark     | 3            |          |   | 18 février | 18 février |
|  | Danemark     | 3            |          |   | 18 février | 18 février |
|  | Allemagne    | 0            |          |   | 18 février | 18 février |
|  | Allemagne    | 0            | Danemark | 3 |            |            |
|  | 17 février   |              | Danemark | 3 |            |            |
|  |              | France       | 0        |   |            |            |
|  | Angleterre   | France       | 0        | 0 |            |            |
|  | Angleterre   |              |          | 0 |            |            |
|  | France       | 3            |          |   |            |            |
|  | France       | 3            |          |   |            |            |

#### Demi-finales
| 15 février | Danemark                              | 3 - 0 | Allemagne                       | Score        |
| ---------- | ------------------------------------- | ----- | ------------------------------- | ------------ |
| SH         | Anders Antonsen                       | 1-0   | Matthias Kicklitz               | 21-11, 21-18 |
| DH         | Kim Astrup / Anders Skaarup Rasmussen | 1-0   | Bjarne Geiss / Jan Colin Völker | 24-22, 21-17 |
| SH         | Rasmus Gemke                          | 1-0   | Samuel Hsiao                    | 21-15, 21-13 |
| DH         | Rasmus Kjær / Frederik Søgaard        | -     | Daniel Hess / Marvin Seidel     | non disputé  |
| SH         | Magnus Johannesen                     | -     | Kian-Yu Oei                     | non disputé  |

| 15 février | Angleterre                   | 0 - 3 | France                           | Score         |
| ---------- | ---------------------------- | ----- | -------------------------------- | ------------- |
| SH         | Harry Hung                   | 0-1   | Toma Junior Popov                | 17-'21, 13-21 |
| DH         | Callum Hemming / Sean Vendy  | 0-1   | Lucas Corvée / Ronan Labar       | 11-'21, 16-21 |
| SH         | Nadeem Dalvi                 | 0-1   | Christo Popov                    | 12-'21, 16-21 |
| DH         | Ben Lane / Ethan van Leeuwen | -     | Thom Gicquel / Toma Junior Popov | non disputé   |
| SH         | Cholan Kayan                 | -     | Arnaud Merklé                    | non disputé   |

#### Finale
| 16 février | Danemark                              | 3 - 0 | France                           | Score              |
| ---------- | ------------------------------------- | ----- | -------------------------------- | ------------------ |
| SH         | Anders Antonsen                       | 1-0   | Toma Junior Popov                | 21-15, 21-15       |
| DH         | Kim Astrup / Anders Skaarup Rasmussen | 1-0   | Lucas Corvée / Ronan Labar       | 21-23, 21-13       |
| SH         | Rasmus Gemke                          | 1-0   | Christo Popov                    | 14-21, 22-20, 21-9 |
| DH         | Rasmus Kjær / Frederik Søgaard        | -     | Thom Gicquel / Toma Junior Popov | non disputé        |
| SH         | Mads Christophersen                   | -     | Arnaud Merklé                    | non disputé        |

## Compétition féminine

### Équipes participantes et groupes
24 équipes se sont affrontées pour 6 places en jeu.
| Groupe | Ville                                     | Qualifiés | Non qualifiés                 |
| ------ | ----------------------------------------- | --------- | ----------------------------- |
| 1      | Madrid Residencia Joaquín Blume           | Espagne   | Suède Italie Luxembourg       |
| 2      | Bad Camberg Kreissporthalle               | Allemagne | Angleterre                    |
| 3      | Aire-sur-la-Lys Complexe Sportif Régional | France    | Suisse Belgique Slovénie      |
| 4      | Khirdalan Absheron Olympic Sports Complex | Écosse    | Estonie Azerbaïdjan Slovaquie |
| 5      | Sofia Badminton hall "Europe"             | Turquie   | Bulgarie Irlande Lettonie     |
| 5      | Sofia Badminton hall "Europe"             | Turquie   | Ukraine Groenland             |
| 6      | Arnhem National Sports Centre Papendal    | Pays-Bas  | Portugal Finlande             |
| 6      | Arnhem National Sports Centre Papendal    | Pays-Bas  | Hongrie Tchéquie Israël       |

8 équipes participent à la compétition féminine et sont réparties en deux groupes de quatre, après tirage au sort.
| Groupe A                        | Groupe B                          |
| ------------------------------- | --------------------------------- |
| Danemark France Turquie Pologne | Allemagne Espagne Pays-Bas Écosse |

### Phase de groupe
Pour chaque groupe, les deux premières équipes sont qualifiée pour les demi-finales
| Classement du groupe A |          |        |   |   |   |    |    |      |
|                        | Équipe   | Points | J | G | P | MP | MC | Diff |
| 1                      | Danemark | 3      | 3 | 3 | 0 | 14 | 1  | +13  |
| 2                      | France   | 2      | 3 | 2 | 1 | 8  | 7  | +1   |
| 3                      | Turquie  | 1      | 3 | 1 | 2 | 6  | 9  | -3   |
| 4                      | Pologne  | 0      | 3 | 0 | 3 | 2  | 13 | -11  |

| 14 février | Danemark | 5 | 1 | France  |
| 14 février | Turquie  | 4 | 1 | Pologne |
| 15 février | Danemark | 5 | 0 | Pologne |
| 15 février | Turquie  | 2 | 3 | France  |
| 16 février | Danemark | 5 | 0 | Turquie |
| 16 février | Pologne  | 1 | 4 | France  |

| Classement du groupe B |           |        |   |   |   |    |    |      |
|                        | Équipe    | Points | J | G | P | MP | MC | Diff |
| 1                      | Espagne   | 3      | 3 | 3 | 0 | 10 | 5  | +10  |
| 2                      | Écosse    | 2      | 3 | 2 | 1 | 8  | 7  | +1   |
| 3                      | Allemagne | 1      | 3 | 1 | 2 | 8  | 7  | +1   |
| 4                      | Pays-Bas  | 0      | 3 | 0 | 3 | 4  | 11 | -7   |

| 14 février | Espagne  | 3 | 2 | Allemagne |
| 14 février | Pays-Bas | 2 | 3 | Écosse    |
| 15 février | Espagne  | 3 | 2 | Écosse    |
| 15 février | Pays-Bas | 1 | 4 | Allemagne |
| 16 février | Espagne  | 4 | 1 | Pays-Bas  |
| 16 février | Écosse   | 3 | 2 | Allemagne |

### Phase à élimination directe

#### Tableau
|  | Demi-finales | Demi-finales |          |   | Finale     | Finale     |
|  | Demi-finales | Demi-finales |          |   | Finale     | Finale     |
|  |              |              |          |   |            |            |
|  | 17 février   | 17 février   |          |   | 18 février | 18 février |
|  | 17 février   | 17 février   |          |   | 18 février | 18 février |
|  | Danemark     | 3            |          |   | 18 février | 18 février |
|  | Danemark     | 3            |          |   | 18 février | 18 février |
|  | France       | 1            |          |   | 18 février | 18 février |
|  | France       | 1            | Danemark | 3 |            |            |
|  | 17 février   |              | Danemark | 3 |            |            |
|  |              | Espagne      | 1        |   |            |            |
|  | Écosse       | Espagne      | 1        | 0 |            |            |
|  | Écosse       |              |          | 0 |            |            |
|  | Espagne      | 3            |          |   |            |            |
|  | Espagne      | 3            |          |   |            |            |

#### Demi-finales
| 15 février | Danemark                          | 3 - 1 | France                          | Score               |
| ---------- | --------------------------------- | ----- | ------------------------------- | ------------------- |
| SD         | Line Kjærsfeldt                   | 1-0   | Qi Xuefei                       | 14-21, 21-16, 21-17 |
| DD         | Maiken Fruergaard / Sara Thygesen | 0-1   | Margot Lambert / Anne Tran      | 21-16, 15-21, 17-21 |
| SD         | Mia Blichfeldt                    | 1-0   | Léonice Huet                    | 21-15, 21-16        |
| DD         | 'Alexandra Bøje / Amalie Magelund | 1-0   | Sharone Bauer / Delphine Delrue | 21-23,21-17, 21-8   |
| SD         | Line Christophersen               | -     | Rosy Oktavia Pancasari          | non disputé         |

| 15 février | Écosse                            | 0 - 3 | Espagne                            | Score        |
| ---------- | --------------------------------- | ----- | ---------------------------------- | ------------ |
| SD         | Kirsty Gilmour                    | 0-1   | Carolina Marín                     | 15-21, 11-21 |
| SD         | Rachel Sudgen                     | 0-1   | Clara Azurmendi                    | 14-21, 18-21 |
| SD         | Julie MacPherson                  | 0-1   | Beatriz Corrales                   | 7-21, 7-21   |
| DD         | Rachel Andrew / Kirsty Gilmour    | -     | Paula López / Lucía Rodríguez      | non disputé  |
| DD         | Julie MacPherson / Ciara Torrance | -     | Clara Azurmendi / Beatriz Corrales | non disputé  |

#### Finale
| 16 février | Danemark                          | 3 - 1 | Espagne                            | Score        |
| ---------- | --------------------------------- | ----- | ---------------------------------- | ------------ |
| SD         | Line Kjærsfeldt                   | 0-1   | Carolina Marín                     | 19-21, 12-21 |
| SD         | Mia Blichfeldt                    | 1-0   | Clara Azurmendi                    | 21-12, 21-19 |
| SD         | Line Christophersen               | 1-0   | Beatriz Corrales                   | 21-9, 21-11  |
| DD         | Christine Busch / Amalie Magelund | 1-0   | Paula López / Lucía Rodríguez      | 21-13, 21-13 |
| DD         | Maiken Fruergaard / Sara Thygesen | -     | Clara Azurmendi / Beatriz Corrales | non disputé  |